# 열대의학
열대의학(Tropical Medicine)은 열대 및 아열대 지역에서 독특하게 발생하거나 더 널리 퍼져 있거나 제어하기 어려운 건강 문제를 다루는 학제 간 의학 분야이다.
이 분야의 의사들은 다양한 질병과 질환을 진단하고 치료한다. 이들이 다루는 대부분의 감염은 열대 지방에 풍토병이다. 가장 잘 알려진 질병으로는 말라리아, HIV/AIDS 및 결핵이 있다. 그들은 샤가스병, 광견병 및 뎅기열을 포함하여 덜 알려진 18가지 소외 열대 질병에 대해 잘 알고 있어야 한다. 저개발 열대 국가의 열악한 생활 조건으로 인해 비전염성 질병의 수가 증가하고 있다. 이러한 질병에는 암과 심혈관 질환이 포함되며 과거에는 선진국에서 더 큰 걱정거리였다. 열대 의학을 훈련받은 의사는 이러한 질병을 진단하고 치료할 준비가 되어 있어야 한다.
열대 의학을 전공하려는 의사를 위한 교육은 국가마다 크게 다르다. 역학, 바이러스학, 기생충학, 통계학 등을 공부해야 하며 일반 의사에게 필요한 교육도 받아야 한다. 열대 질병에 대한 연구와 이를 치료하는 방법은 군대를 포함하여 현장 연구 및 연구 센터 모두에서 이루어진다.
패트릭 맨슨 경은 열대 의학의 아버지로 인정받고 있다. 그는 1899년에 런던 위생 열대의학 대학원(London School of Hygiene & Tropical Medicine)을 설립했다. 그는 상피병이 인간에게 전염되는 매개체를 발견한 공로를 인정받고 있다. 그는 그것이 미세한 선충류(filaria sanguinis hominis)라는 것을 알게 되었다. 그는 이 벌레와 그 수명 주기를 계속 연구했고 벌레가 암컷 모기(culex fatigans) 내에서 변태 과정을 경험한다고 결론을 내렸다. 따라서 그는 상피병의 매개체로서 모기를 발견했다. 이 발견 후 그는 로널드 로스와 협력하여 모기 매개체를 통한 말라리아 전파를 조사했다. 전파 방식으로서 벡터를 발견한 그의 작업은 열대 의학의 기초와 많은 열대 질병에 대한 현재의 이해에 매우 중요했다.

## 관련 단체
- 베른하르트 노흐트 열대의학 연구소
- 런던 위생 열대의학 대학원

## 같이 보기
- 재난의학
- 여행의학